# 小行星5468
小行星5468（英語：5468 Hamatonbetsu）是一颗围绕太阳公转的小行星。1988年1月16日，M. Mukai、M. Takeishi在鹿儿岛市发现了此天体。
这颗小行星的绝对星等为69.53862191814811等。